# Білогорський (Казахстан)
Білого́рський (каз. Белогорский) — селище у складі Уланського району Східноказахстанської області Казахстану. Входить до складу Асубулацької селищної адміністрації.
Населення — 105 осіб (2021; 273 у 2009, 707 у 1999, 2258 у 1989).
Станом на 1989 рік селище мало статус селища міського типу.